# Bingara
Bingara est une petite ville australienne située dans le comté de Gwydir, dont elle est le chef-lieu, en Nouvelle-Galles du Sud.

## Géographie
Bingara, arrosée par la Gwydir, est établie ans la région de Nouvelle-Angleterre au nord de la Nouvelle-Galles du Sud, à 140 km au nord de Tamworth et à 450 km de Sydney. 

## Histoire
En 1827, l'explorateur et botaniste Allan Cunningham traverse la Gwydir près de Bingara. Il confond cependant la rivière avec la Peel, avant de se rendre compte de son erreur lors de son voyage de retour. La découverte d'or en 1852 attire des prospecteurs dans la région. Dans les années 1880, du cuivre et des diamants sont également découverts, provoquant un développement rapide de la ville. Bingara est l'un des rares endroits en Australie où des diamants ont été trouvés et est à l'époque le plus grand producteur de cette pierre précieuse en Australie.
En 1889, Bingara devient une municipalité qui est fusionnée en 1944 avec le comté de Gwydir pour former le comté de Bingara. En 2004, celui-ci est à sont tour dissous et intégré au nouveau comté de Gwydir.

## Démographie
La population s'élevait à 1 335 habitants en 2011 et à 1 428 habitants en 2016.

## Culture et patrimoine
Le site du massacre de Myall Creek en 1838 se situe à 23 km au nord-est de Bingara. Depuis 2001, un mémorial s'élève à cet endroit. 
Le Roxy Theatre and Peters Greek Cafe Complex est un cinéma construit en 1936 et inscrit depuis 2017 au registre du patrimoine de Nouvelle-Galles du Sud.